# مارچلو فریگریو
مارچلو فریگریو (انگلیسی: Marcello Frigério؛ زادهٔ ۳۰ ژانویهٔ ۱۹۷۱) بازیکن فوتبال اهل ایتالیا است.
از باشگاه‌هایی که در آن بازی کرده‌است می‌توان به باشگاه فوتبال پالمیراس اشاره کرد.